# Albo d'oro del torneo dell'Australian Open juniores
Elenco dei vincitori degli Australian Open di tennis, nelle categorie juniores. Le categorie juniores comprendono: singolare e doppio ragazzi, dal 1930 anche i relativi tornei riservati alle ragazze.

## Albo d'oro
Nell'era Open gli unici vincitori juniores capaci di aggiudicarsi anche il torneo senior sono Stefan Edberg, Evonne Goolagong e Viktoryja Azaranka nel singolare mentre Todd Woodbridge e Taylor Townsend nel torneo di doppio.
| Anno       | Singolare                                           | Singolare                                           | Doppio                                              | Doppio                                              |
| Anno       | Maschile                                            | Femminile                                           | Maschile                                            | Femminile                                           |
| ---------- | --------------------------------------------------- | --------------------------------------------------- | --------------------------------------------------- | --------------------------------------------------- |
| 1922       | A.E. Yelden                                         |                                                     | C. Grogan L. Roche                                  |                                                     |
| 1923       | L. Cryle                                            |                                                     | Edgar Moon L. Roche                                 |                                                     |
| 1924       | Alan Coldham                                        |                                                     | A. Berckelman Ray Dunlop                            |                                                     |
| 1925       | Alan Coldham                                        |                                                     | Jack Crawford Harry Hopman                          |                                                     |
| 1926       | Jack Crawford                                       |                                                     | Jack Crawford Harry Hopman                          |                                                     |
| 1927       | Jack Crawford                                       |                                                     | Jack Crawford Harry Hopman                          |                                                     |
| 1928       | Jack Crawford                                       |                                                     | Jack Crawford C. Whiteman                           |                                                     |
| 1929       | Jack Crawford                                       |                                                     | C. W. Cropper W. B. Walker                          |                                                     |
| 1930       | Don Turnbull                                        | Emily Hood                                          | Adrian Quist Don Turnbull                           | Nell Hall Emily Hood                                |
| 1931       | Bruce Moore                                         | Joan Hartigan                                       | Jack Purcell Bert Tonkin                            | Emily Hood Sadie Moon                               |
| 1932       | Vivian McGrath                                      | Nancy Lewis                                         | Adrian Quist Leonard Schwartz                       | Florrie Francisco Joyce Williams                    |
| 1933       | Adrian Quist                                        | Nancy Lewis                                         | Jack Purcell Bert Tonkin                            | Dorothy Stevenson Gwen Stevenson                    |
| 1934       | Neil Ennis                                          | May Blick                                           | Neil Ennis Colin McKenzie                           | Enid Chrystal Edna McColl                           |
| 1935       | John Bromwich                                       | Thelma Coyne                                        | John Bromwich Arthur Huxley                         | Dorothy Stevenson Nancye Wynne                      |
| 1936       | John Bromwich                                       | Thelma Coyne                                        | John Gilchrist Henry Lindo                          | Mary Carter Margaret Wilson                         |
| 1937       | John Bromwich                                       | Margaret Wilson                                     | John Bromwich Dinny Pails                           | Joan Prior Ida Webb                                 |
| 1938       | Max Newcombe                                        | Joyce Wood                                          | Dinny Pails Bill Sidwell                            | Alison Burton Joyce Wood                            |
| 1939       | Bill Sidwell                                        | Joyce Wood                                          | Roy Felan Harold Impey                              | Alison Burton Joyce Wood                            |
| 1940       | Dinny Pails                                         | Joyce Wood                                          | William Edwards Dinny Pails                         | Alison Burton Joyce Wood                            |
| 1941- 1945 | Nessun torneo a causa della Seconda guerra mondiale | Nessun torneo a causa della Seconda guerra mondiale | Nessun torneo a causa della Seconda guerra mondiale | Nessun torneo a causa della Seconda guerra mondiale |
| 1946       | Frank Sedgman                                       | S. Grant                                            | Frank Herringe George Worthington                   | Norma Reid Helen Utz                                |
| 1947       | Don Candy                                           | Joan Tuckfield                                      | Rex Hartwig Allan Kendall                           | Shirley Jackson Veronica Linehan                    |
| 1948       | Ken McGregor                                        | Beryl Penrose                                       | Don Candy Ken McGregor                              | Gloria Blair Beverley Bligh                         |
| 1949       | Clive Wilderspin                                    | Joan Warnock                                        | John Blacklock Clive Wilderspin                     | Beryl Penrose Jean Robbins                          |
| 1950       | Ken Rosewall                                        | Barbara McIntyre                                    | Lew Hoad Ken Rosewall                               | Carmen Borelli Pam Southcombe                       |
| 1951       | Lew Hoad                                            | Mary Carter                                         | Lew Hoad Ken Rosewall                               | Jennifer Staley Margaret Wallis                     |
| 1952       | Ken Rosewall                                        | Mary Carter                                         | Lew Hoad Ken Rosewall                               | Mary Carter Betty Holstein                          |
| 1953       | Bill Gilmour Sr.                                    | Jenny Staley                                        | Bill Gilmour Sr. Warren Woodcock                    | Mary Carter Barbara Warby                           |
| 1954       | Billy Knight                                        | Elizabeth Orton                                     | Mal Anderson Roy Emerson                            | Betty Holstein Beth Jones                           |
| 1955       | Gerry Moss                                          | Elizabeth Orton                                     | Michael Green Gerry Moss                            | Betty Orton Pat Parmenter                           |
| 1956       | Bob Mark                                            | Lorraine Coghlan                                    | Paul Hearnden Bob Mark                              | Sheila Armstrong Lorraine Coghlan                   |
| 1957       | Rod Laver                                           | Margo Rayson                                        | Frank Gorman Rod Laver                              | Margo Rayson Vale Roberts                           |
| 1958       | Martin Mulligan                                     | Jan Lehane                                          | Bob Hewitt Martin Mulligan                          | Betty Holstein Jan Lehane                           |
| 1959       | Butch Buchholz                                      | Jan Lehane                                          | José Luis Arilla Butch Buchholz                     | Jan Lehane Dawn Robberds                            |
| 1960       | Will Coghlan                                        | Lesley Turner                                       | Greg Hughes Jim Shepherd                            | Dawn Robberds Lesley Turner                         |
| 1961       | John Newcombe                                       | Robyn Ebbern                                        | Rod Brent John Newcombe                             | Robyn Ebbern Madonna Schacht                        |
| 1962       | John Newcombe                                       | Robyn Ebbern                                        | William Bowrey Geoffrey Knox                        | Heather Ross Jill Star                              |
| 1963       | John Newcombe                                       | Robyn Ebbern                                        | Robert Brien John Cotterill                         | Patricia McClenaughan Gail Sherriff                 |
| 1964       | Tony Roche                                          | Kaye Dening                                         | Stanley Matthews Graham Stilwell                    | Kaye Dening Helen Gourlay                           |
| 1965       | Georges Goven                                       | Kerry Melville                                      | Terence Musgrave John Walker                        | Helen Gourlay Kerry Melville                        |
| 1966       | Karl Coombes                                        | Karen Krantzcke                                     | Robert Layton Pat McCumstie                         | Karen Krantzcke Patricia Turner                     |
| 1967       | Brian Fairlie                                       | Lexie Kenny                                         | John Bartlett Sven Ginman                           | Susan Alexander Carol Cooper                        |
| 1968       | Phil Dent                                           | Lesley Hunt                                         | Phil Dent Bill Lloyd                                | Lesley Hunt Vicky Lancaster                         |
| 1969       | Allan McDonald                                      | Lesley Hunt                                         | Neil Higgins John James                             | Patricia Edwards Evonne Goolagong                   |
| 1970       | John Alexander                                      | Evonne Goolagong                                    | Allan McDonald Greg Perkins                         | Jan Fallis Janet Young                              |
| 1971       | Cliff Letcher                                       | Pat Coleman                                         | John Marks Michael Phillips                         | Patricia Edwards Janine Whyte                       |
| 1972       | Paul Kronk                                          | Pat Coleman                                         | Bill Durham Steve Myers                             | Sally Irvine Pam Whytcross                          |
| 1973       | Paul McNamee                                        | Chris O'Neil                                        | Terry Saunders Graham Thoroughgood                  | Dianne Fromholtz Jenny Dimond                       |
| 1974       | Harry Britain                                       | Jennifer Walker                                     | David Carter Trevor Little                          | Nerida Gregory Jan Hanrahan                         |
| 1975       | Brad Drewett                                        | Sue Barker                                          | Glenn Busby Warren Maher                            | Dianne Evers Nerida Gregory                         |
| 1976       | Ray Kelly                                           | Sue Saliba                                          | Charlie Fancutt Peter McCarthy                      | Jan Morton Jan Wilton                               |
| 1977 Gen   | Ray Kelly                                           | Amanda Tobin                                        | Phil Davies Peter Smylie                            | Kerryn Pratt Amanda Tobin                           |
| 1977 Dic   | Brad Drewett                                        | Pamela Baily                                        | Ray Kelly Graham Thams                              | Kerryn Pratt Amanda Tobin                           |
| 1978       | Pat Serret                                          | Elizabeth Little                                    | Michael Fancutt Bill Gilmour Jr.                    | Debbie Freeman Kathy Mantle                         |
| 1979       | Greg Whitecross                                     | Anne Minter                                         | Michael Fancutt Greg Whitecross                     | Linda Cassell Sue Leo                               |
| 1980       | Craig A. Miller                                     | Anne Minter                                         | Wally Masur Craig Miller                            | Anne Minter Miranda Yates                           |
| 1981       | Jörgen Windahl                                      | Anne Minter                                         | David Lewis Tony Withers                            | Maree Booth Sharon Hodgkin                          |
| 1982       | Mark Kratzmann                                      | Amanda Brown                                        | Brendan Burke Mark Hartnett                         | Annette Gulley Kim Staunton                         |
| 1983       | Stefan Edberg                                       | Amanda Brown                                        | Jamie Harty Des Tyson                               | Bernadette Randall Kim Staunton                     |
| 1984       | Mark Kratzmann                                      | Annabel Croft                                       | Mike Baroch Mark Kratzmann                          | Louise Field Larisa Neiland                         |
| 1985       | Shane Barr                                          | Jenny Byrne                                         | Brett Custer David Macpherson                       | Jenny Byrne Janine Thompson                         |
| 1986       | Nessun torneo                                       | Nessun torneo                                       | Nessun torneo                                       | Nessun torneo                                       |
| 1987       | Jason Stoltenberg                                   | Michelle Jaggard-Lai                                | Jason Stoltenberg Todd Woodbridge                   | Ann Devries Nicole Bradtke                          |
| 1988       | Johan Anderson                                      | Jo-Anne Faull                                       | Jason Stoltenberg Todd Woodbridge                   | Jo-Anne Faull Rachel McGuillan                      |
| 1989       | Nicklas Kulti                                       | Kim Kessaris                                        | Johan Anderson Todd Woodbridge                      | Andrea Strnadová Eva Švíglerová                     |
| 1990       | Dirk Dier                                           | Magdalena Maleeva                                   | Jason Marler Martin Renstrom                        | Rona Mayer Limor Zaltz                              |
| 1991       | Thomas Enqvist                                      | Nicole Pratt                                        | Grant Doyle Joshua Eagle                            | Karina Habšudová Barbara Rittner                    |
| 1992       | Grant Doyle                                         | Joanne Limmer                                       | Grant Doyle Brad Sceney                             | Lindsay Davenport Nicole London                     |
| 1993       | James Baily                                         | Heike Rusch                                         | Lars Rehmann Christian Tambue                       | Joana Manta Ludmilla Richterova                     |
| 1994       | Ben Ellwood                                         | Trudi Musgrave                                      | Ben Ellwood Mark Philippoussis                      | Corina Morariu Ludmila Varmužová                    |
| 1995       | Nicolas Kiefer                                      | Siobhan Drake                                       | Luke Bourgeois Lee Jong-min                         | Corina Morariu Ludmila Varmužová                    |
| 1996       | Björn Rehnquist                                     | Magdalena Grzybowska                                | Daniele Bracciali Jocelyn Robichaud                 | Michaela Paštiková Jitka Schonfeldova               |
| 1997       | Daniel Elsner                                       | Mirjana Lučić                                       | David Sherwood James Trotman                        | Mirjana Lučić Jasmin Wöhr                           |
| 1998       | Julien Jeanpierre                                   | Jelena Kostanić                                     | Jérôme Haehnel Julien Jeanpierre                    | Evie Dominikovic Alicia Molik                       |
| 1999       | Kristian Pless                                      | Virginie Razzano                                    | Jürgen Melzer Kristian Pless                        | Eléni Daniilídou Virginie Razzano                   |
| 2000       | Andy Roddick                                        | Anikó Kapros                                        | Nicolas Mahut Tommy Robredo                         | Anikó Kapros Christina Wheeler                      |
| 2001       | Janko Tipsarević                                    | Jelena Janković                                     | Ytai Abougzir Luciano Vitullo                       | Petra Cetkovská Barbora Záhlavová-Strýcová          |
| 2002       | Clément Morel                                       | Barbora Záhlavová-Strýcová                          | Ryan Henry Todd Reid                                | Gisela Dulko Angelique Widjaja                      |
| 2003       | Marcos Baghdatis                                    | Barbora Záhlavová-Strýcová                          | Scott Oudsema Phillip Simmonds                      | Casey Dellacqua Adriana Szili                       |
| 2004       | Gaël Monfils                                        | Shahar Peer                                         | Brendan Evans Scott Oudsema                         | Chan Yung-jan Sun Shengnan                          |
| 2005       | Donald Young                                        | Viktoryja Azaranka                                  | Sun-Yong Kim Yi Chu-huan                            | Viktoryja Azaranka Marina Eraković                  |
| 2006       | Alexandre Sidorenko                                 | Anastasija Pavljučenkova                            | Blazej Koniusz Grzegorz Panfil                      | Sharon Fichman Anastasija Pavljučenkova             |
| 2007       | Brydan Klein                                        | Anastasija Pavljučenkova                            | Graeme Dyce Harri Heliövaara                        | Evgenija Rodina Arina Rodionova                     |
| 2008       | Bernard Tomić                                       | Arantxa Rus                                         | Hsieh Cheng-peng Yang Tsung-hua                     | Ksenija Lykina Anastasija Pavljučenkova             |
| 2009       | Yuki Bhambri                                        | Ksenija Pervak                                      | Francis Alcantara Hsieh Cheng-peng                  | Christina McHale Ajla Tomljanović                   |
| 2010       | Tiago Fernandes                                     | Karolína Plíšková                                   | Justin Eleveld Jannick Lupescu                      | Jana Čepelová Chantal Škamlová                      |
| 2011       | Jiří Veselý                                         | An-Sophie Mestach                                   | Filip Horanský Jiří Veselý                          | An-Sophie Mestach Demi Schuurs                      |
| 2012       | Luke Saville                                        | Taylor Townsend                                     | Liam Broady Joshua Ward-Hibbert                     | Gabrielle Andrews Taylor Townsend                   |
| 2013       | Nick Kyrgios                                        | Ana Konjuh                                          | Jay Andrijic Bradley Mousley                        | Ana Konjuh Carol Zhao                               |
| 2014       | Alexander Zverev                                    | Elizaveta Kuličkova                                 | Lucas Meidler Bradley Mousley                       | Anhelina Kalinina Elizaveta Kuličkova               |
| 2015       | Roman Safiullin                                     | Tereza Mihalíková                                   | Jake Delaney Marc Polmans                           | Miriam Kolodziejová Markéta Vondroušová             |
| 2016       | Oliver Anderson                                     | Vera Lapko                                          | Alex de Minaur Blake Ellis                          | Anna Kalinskaya Tereza Mihalikova                   |
| 2017       | Zsombor Piros                                       | Marta Kostjuk                                       | Hsu Yu-hsiou Zhao Lingxi                            | Bianca Andreescu Carson Branstine                   |
| 2018       | Sebastian Korda                                     | Liang En-shuo                                       | Hugo Gaston Clément Tabur                           | Liang En-shuo Wang Xinyu                            |
| 2019       | Lorenzo Musetti                                     | Clara Tauson                                        | Jonáš Forejtek Dalibor Svrčina                      | Natsumi Kawaguchi Adrienn Nagy                      |
| 2020       | Harold Mayot                                        | Victoria Jiménez Kasintseva                         | Nicholas David Ionel Leandro Riedi                  | Alexandra Eala Priska Madelyn Nugroho               |
| 2021       | Nessun torneo a causa della Pandemia COVID-19       | Nessun torneo a causa della Pandemia COVID-19       | Nessun torneo a causa della Pandemia COVID-19       | Nessun torneo a causa della Pandemia COVID-19       |
| 2022       | Bruno Kuzuhara                                      | Petra Marčinko                                      | Bruno Kuzuhara Coleman Wong                         | Clervie Ngounoue Diana Shnaider                     |
| 2023       | Alexander Blockx                                    | Alina Korneeva                                      | Learner Tien Cooper Williams                        | Renáta Jamrichová Federica Urgesi                   |
| 2024       | Rei Sakamoto                                        | Renáta Jamrichová                                   | Maxwell Exsted Cooper Woestendick                   | Tyra Caterina Grant Iva Jovic                       |
| 2025       | Hanry Bernet                                        | Wakana Sonobe                                       | Maxwell Exsted Jan Kumstát                          | Annika Penickova Kristina Penickova                 |